# Korzenica (województwo pomorskie)
Korzenica (kaszb. Kòrzenica, niem. Olgashöhe) – osada w Polsce położona w województwie pomorskim, w powiecie słupskim, w gminie Redzikowo.
W latach 1975–1998 miejscowość administracyjnie należała do województwa słupskiego.

## Nazwa
Nazwa jest tzw. chrztem nazewniczym. Co do jej charakteru wysunięto następujące hipotezy etymologiczne:
- nazwa pseudotopograficzna wyprowadzona od nazwy pospolitej korzeń przy pomocy formantu -ica[5],
- nazwa pseudotopograficzna prymarna wyprowadzona od nazwy pospolitej korzenica „perz”[5].

Pierwotna niemiecka nazwa Olgashöhe, wzmiankowana po raz pierwszy w 1863, ma charakter topograficzny i powstała ze złożenia dwóch członów: nazwy osobowej Olga i nazwy pospolitej Höhe „wyżyna, wyniosłość”.
Rada Języka Kaszubskiego proponuje opartą na polskiej kaszubską formę nazwy Kòrzenica.